# Trichanthemis litwinowii
Trichanthemis litwinowii là một loài thực vật có hoa trong họ Cúc. Loài này được (Krasch.) Tzvelev miêu tả khoa học đầu tiên.